# Цзя Цзя

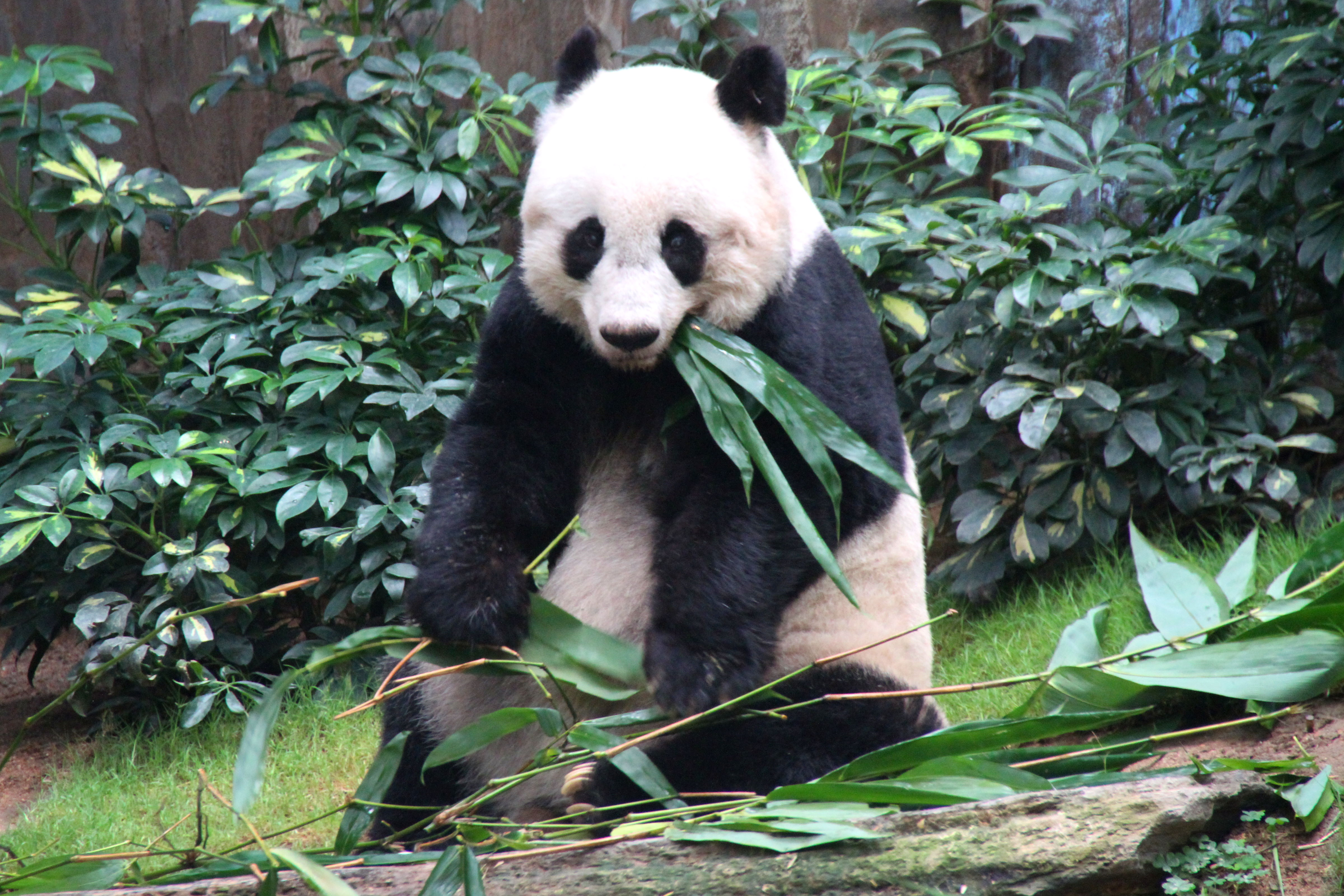
Цзя Цзя в 2012 году

Цзя Цзя (кит. трад. 佳佳, пиньинь Jiā Jiā, 28 июля 1978 — 16 октября 2016) — старейшая в мире большая панда. Жила в Океаническом парке (Ocean Park) в Гонконге.
Панда Цзя Цзя родилась в тропиках уезда Цинчуань в 1978 году. Ей было два года, когда люди спасли её от смерти и отправили в Сычуань в центр по размножению и увеличению количества панд в заповеднике Волун. В 1999 году центральное правительство Китая подарило Цзя Цзя вместе с другой пандой Ань Ань правительству Гонконга, обеих животных поселили в зоопарк. Подарок был сделан в честь двухлетия выхода Гонконга из-под власти Великобритании в рамках «дипломатии панд».
Панда быстро освоилась и начала спокойно жить без всяких осложнений. В 2015 году панде исполнилось 37 лет, она побила рекорд Гиннесса и стала старейшей пандой в мире, живущей в неволе. У неё было шестеро детёнышей.
В сентябре 2016 панда вела себя странно, иногда не ела и не пила. В октябре 2016 панда и вовсе отказалась от всего. Ветеринары и администрация решили усыпить панду из этических соображений, чтобы предотвратить её страдания, когда панда отказалась вставать (16 октября). На момент смерти ей было 38 лет, по человеческим меркам это 114 лет.
Цзя Цзя и Ань Ань по прибытии в Гонконг стали популярными, согласно администрации парка, за всё время на них пришло посмотреть более 29 миллионов посетителей. Глава парка отметил: «Цзя Цзя была членом семьи. Она провела в Гонконге 17 прекрасных лет. Её будет очень не хватать».